# Пито, Никола (Старший)
Никола Пито (фр. Nicolas Pitau; 13 мая 1632, Антверпен — 11 февраля 1671, Париж) — французский гравёр фламандского происхождения. Мастер гравированного портрета эпохи «большого стиля» Людовика XIV.

## Биография
Никола Пито был сыном ювелира, золотых дел мастера и гравёра Тоби Пито и братом гравёра Якоба Пито. Отец обучил его основам искусства гравирования. Продолжал обучение у своего крестного отца Николаса Лауверса (1600—1652) и своего брата Конрада Лауверса (1622—1675). Около 1660 года он переехал в Париж с Конрадом Лауверсом и награвировал серию листов по оригиналам Филиппа де Шампеня. В 1664 году он женился на Мадлен де Ваддер, от которой у него в 1670 году родился сын Никола Пито (Младший), который также стал гравёром и издателем гравюр.
Никола Пито известен также тем, что с 1666 года в Париже у него учился гравированию знаменитый в будущем мастер Герард (Жерар) Эделинк, который, в свою очередь, был учителем Никола Пито Младшего (и его крестным отцом).
Никола Пито Старший скончался 11 февраля 1671 года, похоронен в церкви Сен-Бенуа. После его смерти его вдова Мадлен де Ваддер продолжала семейное издательское дело.

## Галерея
- Aнгелы оплакивают мёртвого Христа. По оригиналу Гверчино. Между 1690 и 1720. Офорт
- Портрет папы Александра VII. 1662. Офорт
- Портрет Людовика XIV. Между 1644 и 1671. Офорт, резец
- Восхваление Эгидия ле Местра. 1663. Офорт
- Кристина, дочь Франции, милостью Божией, герцогиня Савойская. 1663. Офорт
- Королева Франции Мария Терезия. 1662. Офорт
- Ардуэн де Бомон. По оригиналу П. Миньяра. 1666. Офорт, резец
- Портрет Гаспара Фьюбе. 1662. Офорт, резец